# Graham Waterhouse

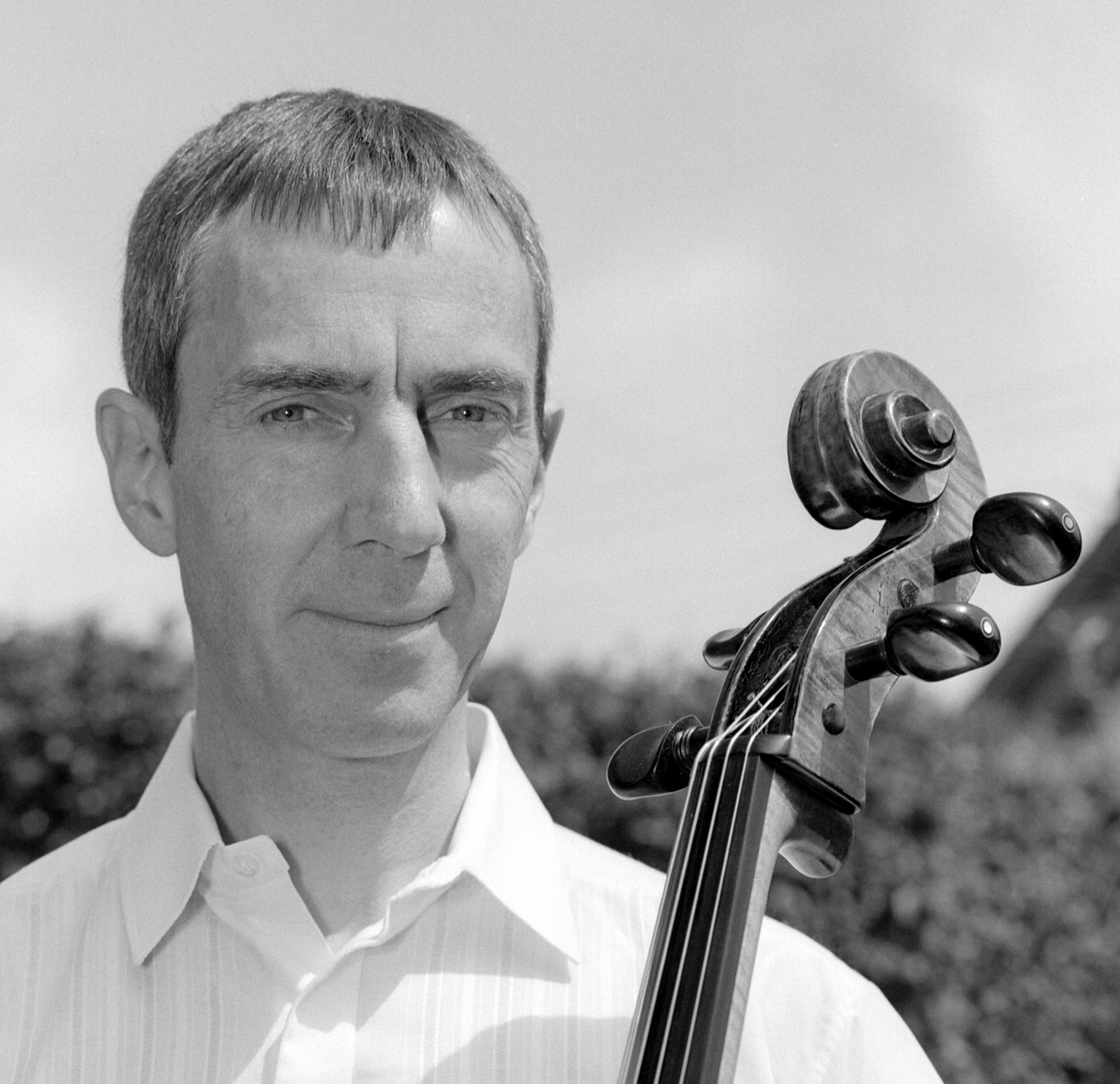
Graham Waterhouse, 2011

Graham Waterhouse (* 2. November 1962 in London) ist ein englischer Komponist und Cellist, der seit 2002 in Weßling lebt. Waterhouse komponierte Kammermusik unter anderem für Kombinationen wie Piccolo und Streichquartett, Cello und Sprechstimme, Great Highland Bagpipe und Streichorchester.

## Biografie
Graham Waterhouse wurde in London als Sohn des Fagottisten und Musikwissenschaftlers William Waterhouse in eine musikalische Familie geboren. Er studierte Musik an der University of Cambridge (Komposition bei Hugh Wood und Robin Holloway) und in Deutschland an der Folkwang Hochschule und der Hochschule für Musik Köln, Violoncello bei Maria Kliegel und Young-Chang Cho sowie Dirigieren, Klavier und Kammermusik.
Er erhielt Kompositionsaufträge unter anderem von der International Double Reed Society (IDRS), Orchestre de Chambre de Lausanne, Münchener Biennale, Schleswig-Holstein Musik Festival, Orquesta Sinfónica Nacional del Estado de Mexico und der Park Lane Group (London). Seine Kompositionen gewannen Preise bei Wettbewerben des Münchener Tonkünstlerverbandes (1996) und der Via Nova in Weimar (2000). 2011 wurde sein Streichquartett Chinese Whispers mit dem BCMS Composition Prize der Birmingham Chamber Music Society ausgezeichnet.
Als Solist seines Cellokonzerts op. 27 spielte er in Mexiko-Stadt (1995), Nizhnij Novgorod, Weimar, Baden-Baden, St. Martin, Idstein (Fassung für Kammerorchester, 2005) und Cambridge (2008).
Waterhouse arbeitete mit dem Ensemble Modern in Uraufführungen von Komponisten wie Iannis Xenakis, Beat Furrer and Klaus Huber und wirkte mit im Ensemble Modern Orchester unter Pierre Boulez auf der Tournee 2001. Er trat auch mit den Ensembles musikFabrik und Kammerensemble Neue Musik Berlin auf.
Im Jahr 2001 war er Composer in Residence der Solisten der Kammerphilharmonie Berlin, im Jahr 2006 war er artiste en residence in Albertville, Frankreich, und im Jahr 2008 war er Musician By-Fellow am Churchill College, University of Cambridge.
Er wird regelmäßig von Violeta Dinescu zu Komponisten-Colloquien an der Universität Oldenburg eingeladen. Seit 2005 gehört er zu den Musikern, die Vorschulkinder der Kinder Insel Hombroich mit Kunst in Berührung bringen.
Als Komponist und als Spieler setzt er sich vor allem für Kammermusik ein. Er hat mehrere Kammermusikensembles mitgegründet, wie das Vuillaume-Cello-Ensemble, dessen Mitglieder auf Instrumenten aus der Werkstatt von Jean-Baptiste Vuillaume spielen. In einer regelmäßigen Kammermusik-Konzertreihe im Gasteig München stellt er seit 1998 zeitgenössische Werke dem klassischen Repertoire gegenüber. In Zusammenarbeit mit den Komponisten Jens Josef (Flöte) und Rudi Spring (Klavier) spielte er 2009 dort ein Trio-Konzert mit Martinůs Trio, der ersten Aufführung der Flötenversion seiner Gestural Variations sowie je einer Weihnachtsliedbearbeitung der drei Komponisten.
Ein Schwerpunkt seines Schaffens ist Musik für sein eigenes Instrument und andere Streichinstrumente, (Cello solo, Streichtrio, Streichorchester). Für die IDRS (Internationale Gesellschaft für Rohrblattinstrumente) schrieb er zahlreiche Werke für Oboe und Fagott, die bei den jährlichen Konferenzen aufgeführt wurden. Er komponiert für die individuelle Fähigkeit und den Charakter von Spielern und Instrumenten, auch ungewöhnlichen wie Heckelphon, Marimba oder Didgeridoo. In Chieftain's Salute kombinierte er Great Highland Bagpipe und Streichorchester, in Hale Bopp Streichorchester und Knabensopran, The Akond of Swat schrieb er für ein Tenorfagott, das eigens für den Spieler angefertigt wurde, Fagott und Klavier.
Er komponiert zunehmend literarisch inspirierte Werke für Cello und Sprechstimme auf Texte wie Limerick (Vezza), Ballade (Der Handschuh) oder Drama (Aases Himmelfahrt), und er ist fähig, zugleich zu spielen und zu rezitieren.
Einige seiner Werke wurden für den Wettbewerb Jugend musiziert geschrieben und in Preisträgerkonzerten vorgetragen. Seine Weihnachtskantate Der Anfang einer neuen Zeit auf Worte von Hans Krieger für Sopran, Bariton, Chor, Kinderchor und Streichorchester wurde in Essen erstmals aufgeführt, in St. Peter in Kettwig und in Schloss Borbeck, als Teil eines Adventsprogramms, das auch Hale Bopp und Bachs Kantate Nun komm, der Heiden Heiland, BWV 61 enthielt.
Der Hessische Rundfunk sendete an seinem 50. Geburtstag ein Interview. Reinhard Palmer schrieb in der Fachzeitschrift Neue Musikzeitung über ein Konzert im Gasteig zu diesem Anlass unter dem Titel "Beliebter Außenseiter, beschrieb die Nähe seiner Quintettkompositionen zu Instrumentalkonzerten, bemerkte den Einfluss von Karol Szymanowski und Witold Lutosławski und wies auf den musikalischen Geschichtenerzähler hin.
Am. 8. November 2017 wurde sein „Kriegslied“ für Chor und Klavier nach den Worten des Gedichts von Matthias Claudius durch den Diplomatic Choir of Berlin in der Berliner Kaiser-Wilhelm-Gedächtniskirche im Rahmen eines Benefizkonzerts für die Hilfsorganisation Cap Anamur uraufgeführt.

## Ausgewählte Werke
- Variationen auf ein Thema von Pachelbel op. 6 für Orgel
- Scherzino op. 24/2 für Klavier, erschienen 2006 in Piano Album[9]
- Hungarian Polyphony op. 25 für Streichquartett
- Quintett op. 26 für Piccolo und Streichquartett, herausgestellt beim 1. Sergiu Celibidache Festival in München 2002[10]
- Cellokonzert op. 27, UA 1995 in Mexiko-Stadt
- Three Pieces for Solo Cello op. 28, Siegfried Palm gewidmet
- Mouvements d’Harmonie op. 29 für Bläserensemble, William Waterhouse gewidmet[11]
- Nonett op. 30 für Bläserquintett, Streichtrio und Kontrabass
- Chieftain's Salute op. 34a für Great Highland Bagpipe und Streichorchester
- Four Epigraphs after Escher op. 35 für Heckelphon, Viola und Klavier – nach Zeichnungen von M. C. Escher
- Vezza Limerick für Cello und Sprechstimme, Whether the weather be hot – wie mancher Deutsche es aussprechen würde
- Celtic Voices und Hale Bopp op. 36 für Streichorchester mit obligatem Knabensopran
- Aztec Ceremonies op. 37 für Kontrafagott und Klavier, UA IDRS 1995, Rotterdam
- Ode to an Australian Forebear op. 38 für Flöte, Marimba, Cello und Didgeridoo
- Gestural Variations op. 43 für Oboe, Fagott und Klavier, op. 43b für Oboe, Cello und Klavier (Preis im Kompositionswettbewerb von Via Nova in Weimar, UA bei den Weimarer Frühjahrstagen für zeitgenössische Musik 2000)[2]
- Hexenreigen op. 45 für Fagottquartett
- Bei Nacht op. 50 für Klaviertrio, inspiriert durch ein Gemälde von Kandinsky, Nacht
- Sinfonietta op. 54 für Streichorchester
- Threnody für Cello solo, erschienen als Music against Terrorism and Violence[12]
- Fagott-Quintett (2003)
- Sechs Späteste Lieder nach Hölderlin für Mezzosopran und Violoncello
- Der Handschuh, Ballade von Friedrich Schiller für Sprechstimme und Cello[13]
- Das Hexen-Einmaleins nach Goethe (Faust 1, Hexenküche), Cello und Sprechstimme[13]
- Aases Himmelfahrt nach dem Monolog des Peer Gynt aus dem Dramatischen Gedicht von Henrik Ibsen für Sprechstimme und Cello[14]
- Bright Angel für drei Fagotte und Kontrafagott, UA IDRS 2008, Provo, Utah, bezogen auf den Bright Angel Trail
- Phoenix Arising für Fagott und Klavier, in memoriam William Waterhouse, UA in London 2009, DEA in Berlin[15]
- The Akond of Swat (nach einem Gedicht von Edward Lear) für Tenorfagott, Fagott und Klavier, UA IDRS 2009, Birmingham[16]
- Canto Notturno für Klaviertrio, UA 2009 in München
- Chinese Whispers für Streichquartett, UA in Preston 2010
- Im Gebirg nach Hans Krieger für Alt, Altflöte, Violoncello und Klavier, UA 2010 in München
- Der Werwolf nach Christian Morgenstern für Sprechstimme und Cello
- Rhapsodie Macabre für Klavier und Streichquartett, UA München 2011
- Der Anfang einer neuen Zeit Weihnachtskantate auf Worte von Hans Krieger für Sopran, Bariton, Chor, Kinderchor und Streichorchester, UA Essen 2011
- Prophetiae Sibyllarum, Streichquartett, UA München 2012
- In blauen Linien, Flötenquartett, (2012), UA München 2012
- Sonata ebraica, Bratschensonate, UA München 2013
- in nomine for cello solo, ein In Nomine, UA Idstein 2013
- Bells of Beyond, Klaviertrio, UA München 2013
- Sonata Cubista, Violinsonate, UA München 2013
- Alcatraz, Streichquartett, UA München 2014
- Sextet op. 1, Streichsextett, UA München 2014
- Carpe diem, Kantate für Solisten, Chor und Orchester, UA München 2014
- Skylla and Charibdis, Klavierquartett, premiered in UA München 2014
- Kriegslied, Werk für Chor und Klavier, uraufgeführt in Berlin 2017
- Der Rattenfänger von Hameln, Werk für 2 Sopranblockflöten und Sprechstimme ISMN 9790700312008 (Suche im DNB-Portal)

## Diskografie
- 2001 Portrait Cybele Records, Werke für Klavier, Klarinette und Violoncello[17][18]
- 2004 Portrait 2 Meridian Records, Musik für Streichorchester, gespielt vom English Chamber Orchestra, und für Bläserensemble[19]
- 2020 Skylla und Charybdis, Kammermusik für Klavier und Streicher, Farao Classics[20]

Einzelwerke:
- 2000 Bassoon With a View Innova Recordings (Aztec Ceremonies)
- 2001 Benchmarks Vol. 6 – Folkestone and Hythe, Kent (Variations on a Theme by Pachelbel)
- 2007 concerto piccolo Archiv Music (Quintett für Piccolo und Streichquartett)

## Veröffentlichungen
Seine Werke erschienen vor allem in den Musikverlagen Hofmeister (Leipzig), Lienau und Zimmermann (beide Frankfurt am Main). Einzelwerke erschienen im Accolade Musikverlag (Warngau) und in Heinrichshofen’s Verlag (Wilhelmshaven). Die Sammlung von acht Cellostücken Thomas Tunes erschien 2017 bei Breitkopf & Härtel.